# Distretto di Ccochaccasa
Il distretto di Ccochaccasa è uno dei dodici distretti della  provincia di Angaraes, in Perù. Si trova nella regione di Huancavelica.